# Octarrhena purpureiocellata
Octarrhena purpureiocellata är en orkidéart som beskrevs av Pieter van Royen. Octarrhena purpureiocellata ingår i släktet Octarrhena och familjen orkidéer.
Artens utbredningsområde är Papua Nya Guinea. Inga underarter finns listade i Catalogue of Life.